# Wachenroth
Wachenroth est une commune de Bavière (Allemagne), située dans l'arrondissement d'Erlangen-Höchstadt, dans le district de Moyenne-Franconie.

## Personnalités liées à la ville
- Carl Wilhelm Hahn (1786-1836), zoologiste né à Weingartsgreuth.